# Mâron
Mâron ist eine französische Gemeinde mit 736 Einwohnern (Stand 1. Januar 2022) im Département Indre in der Region Centre-Val de Loire.

## Geografie
Mâron liegt im Osten des Départements Indre im südlichen Boischaut auf einer mittleren Höhe von 159 Metern über dem Meeresspiegel 13 Kilometer östlich von Châteauroux, dem Sitz der Präfektur des Départements Indre, und etwa 50 Kilometer südwestlich von Bourges, dem Sitz der Präfektur des Départements Cher. Das Gemeindegebiet hat eine Fläche von 27,84 Quadratkilometern.

## Geschichte
Der Ortskern von Mâron liegt auf der Römerstraße Chaussée Jules César, die von Saint-Goussaud (Praetorium) im Département Creuse nach Bourges (Avaricum) führte.
1793 erhielt Mâron im Zuge der Französischen Revolution (1789–1799) unter dem Namen Maron den Status einer Gemeinde und 1801 durch die Verwaltungsreform unter Napoleon Bonaparte (1769–1821) das Recht auf kommunale Selbstverwaltung. Am meisten Einwohner (909) hatte Mâron 1856. Nach 1911 sank die Einwohnerzahl bis 1975, als die Gemeinde nur noch 509 Bewohner hatte. Seitdem ist die Einwohnerzahl wieder gestiegen.

### Bevölkerungsentwicklung
| Jahr                       | 1962 | 1968 | 1975 | 1982 | 1990 | 1999 | 2008 | 2017 |
| Einwohner                  | 603  | 566  | 509  | 575  | 665  | 679  | 731  | 762  |
| Quellen: Cassini und INSEE |      |      |      |      |      |      |      |      |

## Kultur und Sehenswürdigkeiten
Am dritten Sonntag im Oktober wird jährlich das Kastanienfest in Mâron gefeiert.
Die Kirche Saint-Pierre stammt aus dem 13. Jahrhundert. Eine ihrer Glocken wurde im Jahr 1576 gegossen. Sie wurde 1908 als Monument historique (‚historisches Denkmal‘) klassifiziert.